# Klima in Deutschland

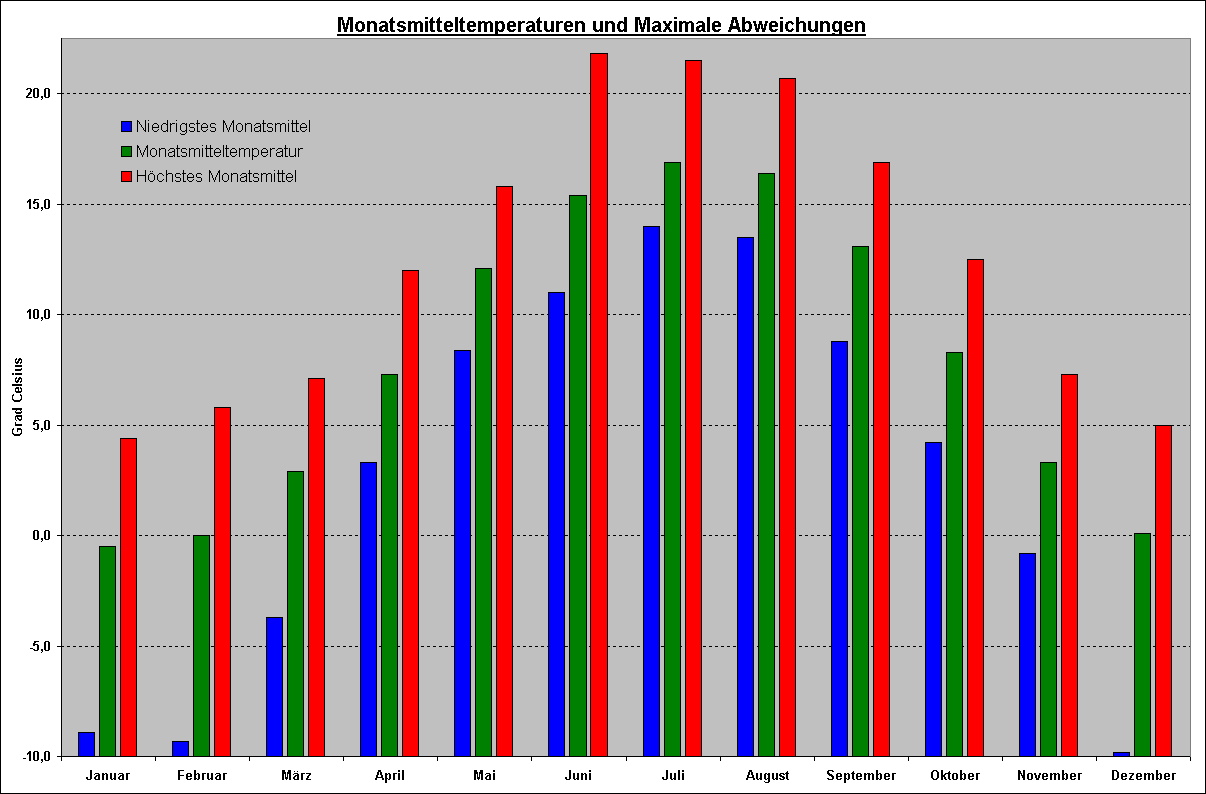
Monatsmitteltemperaturen und monatliche Abweichungen für Deutschland

Das Klima in Deutschland gehört zur kühlgemäßigten Klimazone und befindet sich im Übergangsbereich zwischen dem maritimen Klima Westeuropas und dem kontinentalen Klima Osteuropas.

## Überblick
Das Klima in Deutschland wird maßgeblich durch Deutschlands Lage an der Westseite des Kontinents im Bereich der Westwindzone bestimmt. Mit den in den mittleren nördlichen Breiten vorherrschenden Westwinden wird häufig feuchte und aufgrund des warmen Golfstroms milde Meeresluft vom Atlantik herangeführt, so dass die Temperaturen in Deutschland vor allem im Winterhalbjahr höher sind, als es seine nördliche Position vermuten ließe. Der atlantische Einfluss nimmt innerhalb des Landes von West nach Ost ab.

## Klimazonen innerhalb Deutschlands

### Maritim-warm
Die maritim-warme Klimazone betrifft vor allem den Westen und Nordwesten des Landes, insbesondere Regionen nahe der Nordsee und Teile des Rheinlandes. Dieses Klima zeichnet sich durch milde Winter, gemäßigte Sommer und eine relativ hohe Luftfeuchtigkeit aus. Die Nähe zum Golfstrom sorgt für feuchtwarme Luftmassen, die häufig Regen und wechselhaftes Wetter mit sich bringen. Diese Bedingungen beeinflussen auch die Vegetation, die hier überwiegend aus Laub- und Mischwäldern besteht.

### Kontinentales Klima
Das kontinentale Klima in Deutschland erstreckt sich vor allem über den Osten und Südosten des Landes, insbesondere in Brandenburg, Sachsen, Sachsen-Anhalt und Teilen Bayerns. Es ist durch kalte Winter und heiße Sommer mit geringen Niederschlägen gekennzeichnet. Da der Einfluss des Atlantiks hier schwächer ist, gibt es größere Temperaturunterschiede zwischen den Jahreszeiten. Die Luft ist oft trockener, was zu häufigeren Hochdrucklagen führt. Diese klimatischen Bedingungen begünstigen ausgedehnte Kiefernwälder sowie landwirtschaftliche Nutzung, insbesondere für den Getreideanbau.

### Mediterranes Klima
Das Klima am Oberrhein bis Mannheim weist mediterrane/subtropische Einflüsse auf und gehört zu den wärmsten Regionen Deutschlands. Die Sommer sind heiß und trocken, während die Winter mild und niederschlagsarm bleiben. Durch die geschützte Lage zwischen Schwarzwald und Vogesen gibt es wenig Regen und eine hohe Sonnenscheindauer von über 1.700 Stunden pro Jahr. Diese Bedingungen ermöglichen den Anbau von Wein, Feigen, Mandeln und anderen wärmeliebenden Pflanzen.

### Mikroklima
Aufgrund von Geländeformen, Höhenlagen und lokalen Gegebenheiten gibt es in Deutschland zahlreiche Mikroklimazonen. Beispiele sind:
- Alpen und Mittelgebirge: Kühle Temperaturen, hohe Niederschläge, oft subalpines oder alpines Klima in Hochlagen.
- Städtische Wärmeinseln: Großstädte wie Berlin oder Frankfurt haben durch dichte Bebauung und Abwärme höhere Temperaturen als ihr Umland.
- Flusstäler (z. B. Moseltal, Elbtal): Geschützte, wärmere Lagen mit weniger Wind und einem milden Mikroklima, das Weinbau begünstigt.

## Klimabeobachtung und Mittelwerte
Zur Beurteilung des Klimas und seiner Veränderung bedient man sich langjähriger Mittelwerte für die verschiedenen Messparameter wie z. B. Temperatur, Niederschlag oder Luftfeuchtigkeit, die üblicherweise aus den Messwerten einer 30 Jahre langen Beobachtungsreihe idealerweise am selben Standort gebildet werden und die Referenz- oder Normalperiode genannt wird. Der Deutsche Wetterdienst (DWD) arbeitet mit der auch international noch sehr verbreiteten Referenzperiode 1961–1990, also den gemittelten Klimadaten aus diesen 30 Jahren, die hier deshalb stets zuerst genannt wird. In den letzten Jahren wird auch vom DWD zusätzlich die Referenzperiode 1981–2010 verwendet, da diese die einschneidenden Veränderungen des Klimas im Laufe der letzten Jahrzehnte und somit unsere Klimagegenwart besser abbildet. Aus diesen Gründen werden die Mittelwerte in den folgenden Abschnitten – falls nicht anders erwähnt – immer für beide Perioden angegeben. Ab dem Jahr 2021 wird die neue internationale Referenzperiode 1991–2020 zur Verfügung stehen.
Der sogenannte bundesweite Gebietsmittelwert der Lufttemperatur (also ein aus den Daten aller DWD-Wetterstationen errechnetes Flächenmittel) liegt im Jahresmittel bei 8,2 °C (Normalperiode 1961–1990) bzw. 8,9 °C (Normalperiode 1981–2010) mit dem Januar als kältestem Monat mit durchschnittlich −0,5 °C bzw. 0,4 °C und dem Juli als wärmstem Monat mit 16,9 °C bzw. 18,0 °C. Die höchsten Jahresdurchschnittstemperaturen verzeichnet der Oberrheingraben und das angrenzende Neckartal mit über 11 °C z. B. in Karlsruhe, Heidelberg und Stuttgart, während beispielsweise in Oberstdorf nur 6,6 °C erreicht werden.

## Klimawandel in Deutschland

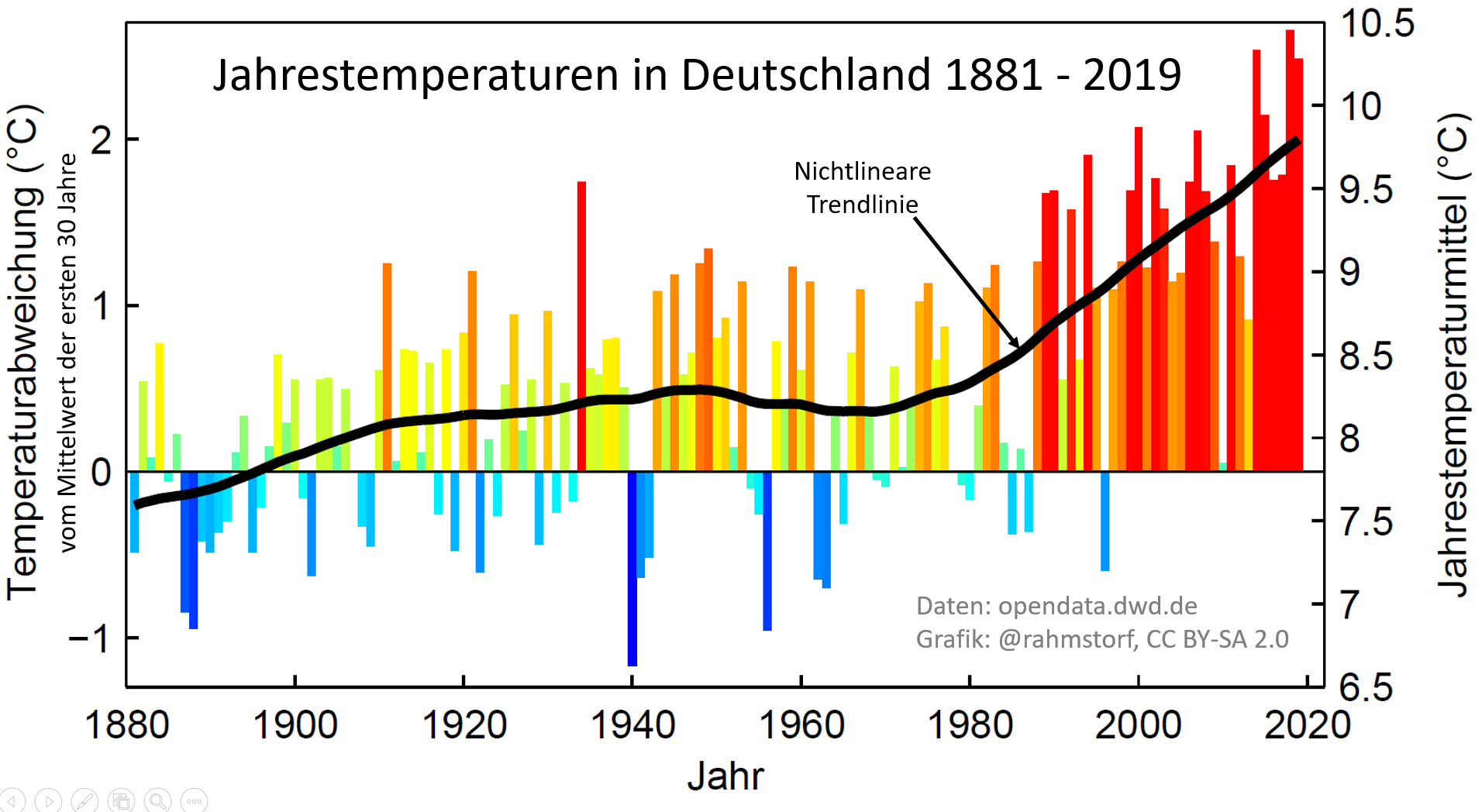
Entwicklung der Jahrestemperaturen in Deutschland 1881–2019

In den letzten Jahrzehnten zeichnet sich als Folge der globalen Erwärmung in Deutschland wie auch weltweit ein allgemeiner Trend zu höheren Temperaturen ab: Wie anhand der Zeitreihe der Lufttemperatur in Deutschland erkennbar ist, lagen bis auf 1996 und 2010 in allen Jahren seit 1988 die Durchschnittstemperaturen über dem langjährigen Mittelwert (1961–1990) von 8,2 °C (Stand der Auszählung: bis inkl. 2019); seit etwa der Jahrtausendwende kommt es zu einer Häufung sehr warmer Jahre. So wurde der alte Rekord von 9,9 °C aus dem Jahr 2000 erneut 2007 und 2015 erreicht und sowohl durch die Jahre 2014, 2019 (jeweils 10,3 °C) und 2018, 2022 (je 10,5 °C) – den neuen Rekordhaltern – übertroffen. 9 der 10 wärmsten Jahre seit Beginn systematischer Wetteraufzeichnungen 1881 lagen im Zeitraum zwischen 2000 und 2019 (Stand der Auszählung 2022). Bei Betrachtung des Zeitraums 1881 bis 2022 fällt die Erwärmung in den Jahreszeiten einheitlich aus: Für Sommer, Herbst und Winter ergeben die Auswertungen des Deutschen Wetterdienstes über diesen Zeitraum einen linearen Trend von +1,5 °C, für den Frühling von +1,6 °C.
Diese Veränderungen haben auch für jedermann sichtbare Konsequenzen: So wandern die typischen phänologischen Stichtage pro Jahrzehnt etwa 2,5 Tage nach vorne. Durchschnittlich beginnt also der anhand der Schneeglöckchenblüte definierte Vorfrühling mittlerweile rund 10 Tage früher als vor 40 Jahren, gleiches gilt für die Apfelblüte als definierendes Ereignis zu Beginn des Vollfrühlings.

## Temperaturrekorde

### Tiefsttemperatur
Die tiefste jemals in Deutschland gemessene, aber offiziell nicht bestätigte Temperatur betrug −45,9 °C und wurde am 24. Dezember 2001 am Funtensee in den Berchtesgadener Alpen registriert. Es handelt sich jedoch um einen unbewohnten Extremstandort; in der abflusslosen Senke kann sich in langen Winternächten über einer Schneedecke extrem kalte Luft bilden. Der Deutsche Wetterdienst gibt als Rekordwert −37,8 °C an, die am 12. Februar 1929 in Hüll (Ortsteil Wolnzach, Kreis Pfaffenhofen) gemessen wurden.

### Höchsttemperatur
Die höchste gemessene Temperatur in Deutschland wurde am 25. Juli 2019 an den Stationen Duisburg-Baerl und Tönisvorst am Niederrhein mit 41,2 °C erreicht und damit der erst am Vortag an der Station Geilenkirchen in Nordrhein-Westfalen gemessene Rekordwert von 40,5 °C bereits wieder übertroffen.

## Niederschlag
Die mittlere jährliche Niederschlagshöhe beträgt 789 mm bzw. 819 mm 1981–2010, trockenster Monat ist bisher der Februar gewesen, aber der April hat in den letzten 10–15 Jahren den Februar sogar unterboten. Die nassesten Monate sind die Sommermonate, die Niederschläge fallen dann häufig als vergleichsweise kurze und heftige Schauer bei Gewittern und weniger als Dauerregen. Dabei variiert die Niederschlagshöhe zwischen weit über 1000 mm in den Alpen und den Mittelgebirgen und unter 500 mm im Regenschatten des Harzes zwischen Magdeburg im Norden, Leipzig im Osten und Erfurt im Süden. Generell nimmt die Luftfeuchtigkeit von West nach Ost ab. Auffallend ist außerdem ein Trend zur Frühjahrstrockenheit vor allem im Osten des Landes, der in vielen Jahren kleinere Vegetationsbrände begünstigt.
Von Oktober bis in den April hinein können die Niederschläge in Deutschland in höheren Lagen als Schnee fallen, die Schneefallhäufigkeit nimmt dabei entsprechend dem nachlassenden Atlantikeinfluss von West nach Ost zu. Auch die Höhenlage ist entscheidend für die Häufigkeit und Langlebigkeit von Schneedecken. Während in den tiefen Lagen des westlichen Nordrhein-Westfalens (Niederrhein, Kölner Bucht) mittlerweile teilweise mehrere Jahre ohne einen einzigen Tag mit einer messbaren Schneedecke vergehen, gehören mehrtägige Episoden mit Schneefall und der Bildung einer Schneedecke bis in tiefere Lagen im Osten und Süden des Landes trotz des Erwärmungstrends noch zu fast jedem Winter. So lag z. B. in Düsseldorf im Zeitraum 1977–2007 jahresdurchschnittlich nur an knapp 11 Tagen Schnee, während dies im 600 km weiter östlich liegenden Dresden an 45 Tagen der Fall war. In Norddeutschland schwankt die Zahl der Schneedeckentage sehr; in vielen Jahren kommt es vor allem nach Westen hin wie am Niederrhein fast gar nicht zur Ausbildung einer Schneedecke, anders als dort gibt es jedoch immer auch Winter, die aufgrund wiederkehrender oder hartnäckiger Luftmassengrenzen, die milde Luft im Süden von kalter Luft im Norden trennen, sehr kalt und schneereich verlaufen, so z. B. die Winter 1978/79 oder 2009/2010, beide mit regional über 100 Schneedeckentagen in Schleswig-Holstein und Mecklenburg-Vorpommern, während die gleichen Winter im Süden vergleichsweise mild und schneearm ausgefallen sind. Auch in den Wintern 2013/2014 und 2015/2016 beschränkten sich die einzigen nennenswert winterlichen Phasen auf die Nordosthälfte, die Luftmassengrenze zwischen dem milden Südwesten und dem kalten Nordosten lag dabei beide Male fast unbeweglich in typischer Position über mehrere Tage quer durchs Land etwa auf einer Linie von der Emsmündung bis zum Erzgebirge.

## Sonnenschein

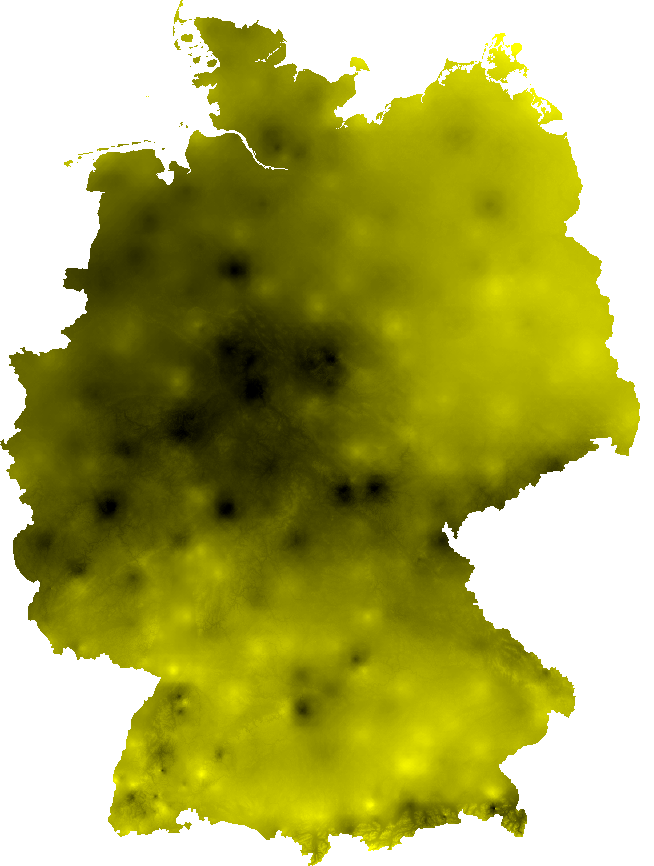
Durchschnittliche Sonnenscheindauer in einem Jahr während des Zeitraums 1981 bis 2010

Das insgesamt hohe Temperaturniveau in Deutschland wird jedoch mit einem hohen Bewölkungsanteil im Winterhalbjahr erkauft, da gerade von November bis Februar, also den Monaten mit sehr tief stehender Sonne mit entsprechend schwacher Sonneneinstrahlung und kurzen Tageslängen nur Bewölkung längere Phasen von Auskühlung verhindern kann. Die Kombination aus unter Hochdruckeinfluss geratender feuchter Meeresluft und schwacher Sonneneinstrahlung führt im Spätherbst und Winter zu teilweise langanhaltenden trüben Hochnebellagen in weiten Teilen des Landes. Manchmal ist es im Rahmen dieser Wetterlagen auf den Gipfeln der Mittelgebirge und in den Alpen unter Zufuhr milder Luft aus Südwesten sonnig und mild, während in den Niederungen Nebel, Hochnebel und teilweise sogar Frost das Bild bestimmen. Bei windarmem winterlichem Hochdruckwetter ist die normale Temperaturschichtung aufgehoben. Grund ist die schwache Sonneneinstrahlung und die Eigenschaft der schwereren Kaltluft, in die Täler auszufließen und sich dort unter die Warmluft in der Höhe zu legen. Diese Wetterlagen nennt man Inversionswetterlagen. Sie können häufig erst wieder durch einen von Wind begleiteten Vorstoß atlantischer Luftmassen beendet werden, was zu einer Normalisierung der Verhältnisse mit Abkühlung in der Höhe und Erwärmung am Boden führt. Im Rahmen einer Inversionswetterlage kann es in Ballungsräumen gerade wegen der Windarmut und des mangelnden Luftmassenaustauschs zwischen den unteren und höheren Luftschichten zu einer deutlichen und gefährlichen Erhöhung der Luftverschmutzung kommen, die Smog genannt wird.
Einige Gebiete vor allem an der westlichen/nordwestlichen Mittelgebirgsschwelle, an der sich die aus Westen hereinziehenden Wolken stauen – also vor allem Teile Nordrhein-Westfalens, Niedersachsens, Hessens und von Rheinland-Pfalz – gehören mit jährlich teilweise unter 1400 Sonnenstunden zu den sonnenscheinarmen Regionen Europas. Vergleichbare und noch tiefere Werte werden in dichtbesiedelten Regionen europaweit nur noch in manchen Gegenden der britischen Inseln sowie an Norwegens Westküste verzeichnet. Etwa seit Ende der achtziger Jahre hat ein Trend zu insgesamt mehr Sonnenschein in Deutschland eingesetzt. So ist das deutsche Flächenmittel beim Sonnenschein (vom DWD jährlich aus Rasterdaten ermittelter Mittelwert) zwischen den beiden Referenzperioden 1961–1990 und 1981–2010 von 1544 auf 1601 Sonnenstunden angestiegen und liegt für die letzten 15 Jahre gar bei 1674 Sonnenstunden.
Deutschlands sonnigste Regionen liegen an den nördlichen und südlichen Rändern des Landes. Deutschlandweiter Spitzenreiter beim Sonnenschein sind die vorpommerschen Inseln Rügen und Usedom. Mit 1869 Sonnenstunden pro Jahr ist Kap Arkona auf Rügen für die aktuelle Referenzperiode 1981–2010 die sonnigste deutsche Wetterstation, bis zu ihrer Aufgabe war dies Zinnowitz auf Usedom mit sogar 1917 Sonnenstunden pro Jahr im Zeitraum 1961–1990. In dieser Gegend ist auch der Allzeitmonatsrekord gefallen: Im Juli 1994 registrierte die Station Kap Arkona 404 Stunden Sonne, ziemlich genau 13 Stunden Sonnenschein pro Tag. Ebenfalls vergleichsweise sonnig ist die Hauptstadtregion Berlin und das angrenzende Brandenburg aber auch im Erzgebirgsvorland in der Region Chemnitz.
Im Süden sind die sonnigsten Regionen der südliche Oberrhein etwa zwischen Karlsruhe und Lörrach, die Region Stuttgart und das bayerische Alpenvorland inkl. der Landeshauptstadt München, die jeweils Durchschnittswerte um 1800 Sonnenstunden aufweisen. Auch wenn die Gesamtsonnenscheindauer in den genannten Regionen recht ähnlich ist, ist die Verteilung übers Jahr doch sehr unterschiedlich: An der Ostseeküste sind es vor allem sonnige Frühjahre und Sommer, die zu den hohen Jahressummen beitragen, während im Süden und hier vor allem im Alpenvorland die Winter wesentlich sonniger als im deutschen Flächenmittel sind. Weniger profitiert vom allgemeinen Trend zu mehr Sonne der westliche Rand des Landes vom Saarland bis nach Ostfriesland sowie das nördliche Schleswig-Holstein. Bei der Bewertung dieser Veränderungen ist aber auch zu bedenken, dass die Vergleichbarkeit der erst 1951 flächendeckend eingeführten Sonnenscheinmessungen bedingt durch Stationsumzüge, technische Probleme (z. B. Messausfälle) vor allem auf dem Gebiet der ehemaligen DDR und eine Umstellung der Messtechnik auf digitale Erfassung des Sonnenscheins in den neunziger Jahren nicht ganz unproblematisch ist.

## Schäden durch extreme Wetterverhältnisse

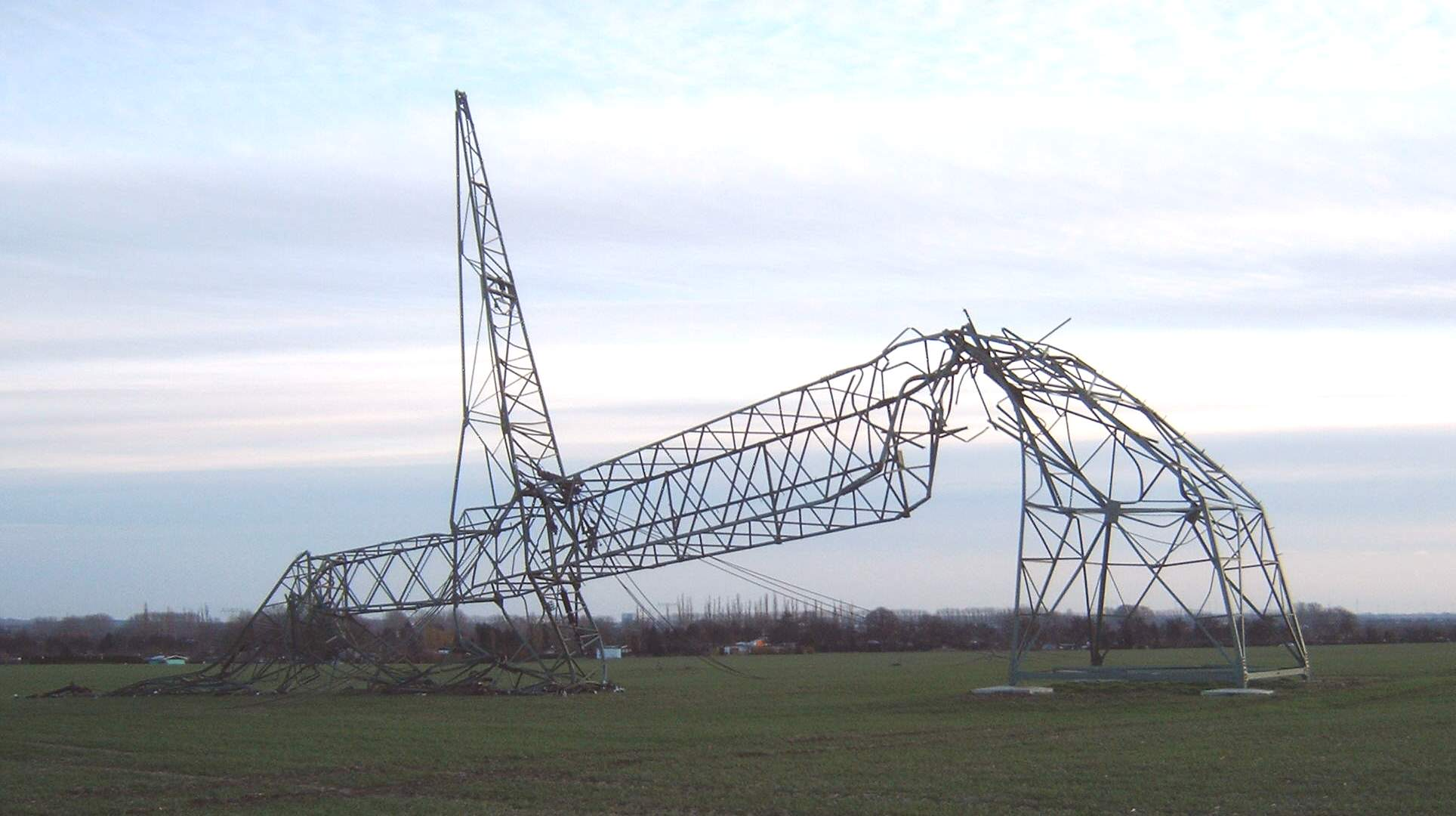
Vom Orkan Kyrill umgeknickter Freileitungsmast bei Magdeburg-Ottersleben

Extreme Wetterverhältnisse wie lang anhaltende Dürren, strenge Frost- oder extreme Hitzeperioden sind aufgrund von Deutschlands geografischer Lage vergleichsweise selten. In den Herbst- und Wintermonaten gibt es jedoch Sturm- oder Orkantiefs, die vorzugsweise über die Nordsee nach Osten hinwegziehen und vor allem Norddeutschland und die nördlichen Mittelgebirge beeinflussen. Es gab in den letzten Jahren jedoch auch einige eher das mittlere und südliche Deutschland betreffende Sturmtiefs, wie zum Beispiel die Orkantiefs Anatol und Lothar im Dezember 1999 oder Kyrill im Januar 2007.

### Überschwemmungen und Hochwasserlagen
Auch Überschwemmungen und Hochwasserlagen, die nach intensiven Regenperioden im Sommer (Oderhochwasser 1997, Elbehochwasser 2002, Hochwasserlage Juni 2013 in Bayern, Hochwasser Ahrtal 2021), vor allem im Rahmen sogenannter Vb-Wetterlagen auftreten, können katastrophale Ausmaße annehmen. Dabei zieht ein Tief vom Atlantik kommend südlich der Alpen über das nördliche Mittelmeer und dann zurück nach Norden Richtung östliches Mitteleuropa, wo es durch die über dem warmen Mittelmeer aufgenommene Feuchtigkeit zu sehr ergiebigen Dauerregenlagen in Österreich, Tschechien, Südostdeutschland (vor allem Bayern) sowie Polen kommen kann. Auch im Rahmen der Schneeschmelze kann es zu Überschwemmungen und erheblichen Zerstörungen kommen, vor allem wenn das Tauwetter mit starken Regenfällen kombiniert nach schneereichen Wintern sehr plötzlich und bis in hohe Gebirgslagen auftritt. Dürren betreffen hauptsächlich den ohnehin niederschlagsarmen Osten Deutschlands, vor allem die Regionen mit sandigen Böden, können zuweilen aber auch das ganze Land in Mitleidenschaft ziehen, wie zuletzt während der Hitzewellen 2003 und 2006.

### Unwetter
Außerdem potenziell schadensträchtig stellt sich die von Nord nach Süd zunehmende Gewitterhäufigkeit dar. So sind an den Gebirgsrändern in Bayern und Baden-Württemberg sowie am Erzgebirge in Sachsen, wo häufige Sommerhitze auf die Gewitterentstehung begünstigende topografische Verhältnisse treffen, Wolken-Erde-Blitze fünfmal häufiger als an den Küsten. Am häufigsten treten Gewitter im Sommerhalbjahr auf, entweder in warmen und feuchten, instabil geschichteten Luftmassen, die typischerweise aus dem Mittelmeerraum zu uns gelangen oder beim Übergreifen atlantischer Tiefausläufer auf Deutschland mit Einführen kühlerer Luft aus Westen. Im Winter können unter dem Einfluss hochreichender Polarluft mit sehr großen Temperaturunterschieden zwischen der Höhe und dem Boden sogar bei Schneefall Gewitter auftreten. Neben den teilweise sehr hohen Niederschlagsraten, die zu einer Überlastung der Aufnahmefähigkeit des Bodens und der Kanalisation und somit zu Überschwemmungen führen, können beträchtliche Sach- und Ernteschäden durch Hagelschlag und (in Deutschland sehr selten) Brände durch Blitzschlag entstehen.

### Tornados
Deutschland liegt inmitten der europäischen „Tornado-Allee“, die von Südengland über Nord- und Ostdeutschland bis nach Polen reicht. Ein weiterer Streifen, in dem die Wirbelwinde gehäuft auftreten, erstreckt sich in Südwestdeutschland nahe der Alpen. In Deutschland treten demnach vergleichsweise viele Tornados auf, da es geographisch zwischen maritimen und kontinentalen Klimazonen liegt. Diese Lage begünstigt die Bildung schwerer Gewitter mit starken Temperatur- und Feuchtigkeitsunterschieden, die entscheidend für die Entstehung von Tornados sind.
Pro Jahr gab es in Deutschland im Mittel der Jahre 2020–2024 durchschnittlich 202 Tornados, wovon jeweils 42 durch Schäden an Gebäuden oder der Natur bestätigt werden konnten. Meteorologen gehen allerdings von einer Dunkelziffer aus, welche deutlich über 200 liegt.